# Statliga Alecu Russo-universitetet i Bălți
Statliga Alecu Russo-universitetet i Bălți (rumänska: Universitatea de Stat „Alecu Russo” din Bălți, USARB) är ett statligt moldaviskt universitet i Bălți, namngivet efter författaren Alecu Russo. 
Universitetet grundades 1945 genom beslut av Sovjetunionen och fick sitt nuvarande namn 1992 efter Moldaviens självständighet.

## Fakulteter[1]
- Filologiska fakulteten
- Realvetenskapliga fakulteten
- Fakulteten för främmande språk och litteratur
- Fakulteten för utbildningsvetenskap och konst
- Fakulteten för psykologi och socialt arbete
- Ekonomiska fakulteten
- Juridiska fakulteten
- Naturvetenskapliga och agroekologiska fakulteten